# Marie des Vallées
Marie des Vallées, nascida em 15 de fevereiro de 1590 em  Saint-Sauveur-Lendelin Mancha, França) e falecida em 25 de fevereiro em 1656 em Coutances Mancha, França), é uma mística francesa, próxima de São João Eudes. Já muito doente, entrega-se a Deus a fim de "sofrer as penas do Inferno" e de fazer assim dom de seus sofrimentos ao "seus irmãos que se perdem".

## Biografia

### Juventude
Filha de Julien des Vallées e de Jacqueline Germain, camponeses pobres ou membros da pequena nobreza arruinados, Marie des Vallées perdeu seu pai com a idade de doze anos. Sua mãe se casa, então, em segundas núpcias com um açougueiro, Gilles Capolain, que maltrata a pequena Marie .
Em 2 de maio de 1609, durante a festa de São Marculfo, na aldeia de La Pierre, Marie, que tem 19 anos, encontra um pretendente que ela rejeita. É tomada de dores e de convulsões e acusam o jovem homem, que deixou o Cotentin no dia seguinte, de tê-la amaldiçoada. Após três anos de sofrimentos, é apresentada ao bispo de Coutances, Dom Nicolas de Briroy, que a exorciza e comanda uma investigação sobre sua vida e de sua vida. Marie des Vallées não é liberada e continuaria a responder em latim e em grego, mesmo sendo praticamente iletrada..

### Entrega de seu sofrimento
Suspeita de ser uma feiticeira, é enviada em 1614 ao parlamento da Normandia, que julgam serem as suspeitas sem fundamento.. Ela se retira então à Coutances.
Reconhecida possuída pelo Diabo, é novamente exorcizada múltiplas vezes, sempre sem resultado. Maria aceita os atrozes sofrimento que padece. Decide, então, de se entregar a Deus a fim de "sofrer a penas do Inferno" e de fazer dom de seus sofrimentos "pela salvação da humanidade e pela destruição do pecado" · .
Em 1641, Dom Léonor Goyon de Matignon, bispo de Coutances, solicita ao padre João Eudes de estudar seu caso. O oratoriano admira a mística de sua dirigia, considera suas visões como sobrenaturais e reúne em 1655 tudo o que sabia delas em cadernos, que intitula  La Vie admirable de Marie des Vallées et des choses prodigieuses qui se sont passées en elle [A vida admirável de Marie des Vallées et des choses prodigieuses qui se sont passées en elle]. Ela se torna sua inspiradora, sua conselheira e o ajuda a fundar seminários e a propagar o culto do Sagrado Coração Sagrado Coração.